# La aventura de la abeja reina
«La aventura de la abeja reina» es una canción compuesta por el músico argentino Luis Alberto Spinetta, incluida en el álbum Kamikaze de 1982, álbum ubicado en la posición n.º 24 de la lista de los 100 mejores discos del rock argentino por la revista Rolling Stone.

## La canción
«La aventura de la abeja reina» es el octavo track (segundo del Lado B del disco de vinilo original) del álbum Kamikaze, el segundo más largo del álbum con 4:57. Es interpretada por Spinetta en su guitarra acústica Ovation por Spinetta y Diego Rapoport en teclados.
Se trata de un relato, de un cuento, con formato de fábula. Una abeja ingresa a una caverna, un mundo de "silencio total" («oh mi Dios!, pero esto es el infierno!») en el que una voz deformada le dice que jamás podrá escapar. Pero la abeja rompe los acertijos y escapa. «En ese instante comprendí que explicar esto a alguien sería inútil». 
Es un tema destacado del cancionero spinetteano que suele ser mencionado por sus admiradores.

## La letra
Algo en los jardines
me llama sin cesar.
La lluvia en las hojas
me inspira confianza.
Los árboles se agitan,
bendito sea este viento,
y detrás de los muros
oigo algo que me dice:

"¡Bienvenido! Yo sabía
que vendrías aquí
a esta caverna.
Supongo que te acostumbrarás
al silencio total,
mundo inferior
que es eterno, como el propio mal.
Así no habrá para mañana
otra luz que lamentar
al morir el desierto de sed de amar
y de florecer.
¡Jamás escaparás de aquí!".
Sin salir de mi asombro,
comienzo a observar
miles de colmenas
ardiendo en el fuego,
millones y millones
de sordos tapires.
"¡Oh, mi Dios,
pero esto es el infierno!",
me dije para mí.
Pues no me importa,
yo sé bien que saldré de aquí,
de tu colmena.
Tal vez, las luces que amanezcan
traerán la paz
ese color tan diferente a esto, sin dudas.
Y sé que no me va a importar
si a la luz de un verano
muero al morder a mi presa,
resignándome, 
dejando en ella mi aguijón.
Así, sin darme cuenta,
rompí los acertijos
y en un demente impulso
salí de la caverna
y oí sonar el rayo
y corrí por mil canteros
donde tímidas flores
morían con la lluvia.
En ese instante, comprendí
que explicar esto a alguien
sería inútil.
Las luces temblaron
con la furia del viento
y las hojas
mojadas con perlas del alba
me vieron huir.